# Swietłana Kraczewska
Swietłana Kraczewska, ros. Светлана Ивановна Крачевская  (z domu Dołżenko [Долженко], ur. 23 listopada 1944 w Szyrokem) – radziecka lekkoatletka specjalizująca się w pchnięciu kulą, trzykrotna uczestniczka letnich igrzysk olimpijskich (Monachium 1972, Montreal 1976, Moskwa 1980), srebrna medalistka olimpijska z Moskwy w pchnięciu kulą. 

## Sukcesy sportowe
- sześciokrotna mistrzyni ZSRR w pchnięciu kulą – 1973, 1975, 1976, 1977, 1978, 1980[1]
- trzykrotna halowa mistrzyni ZSRR w pchnięciu kulą – 1976, 1977, 1978[2]

| Rok  | Miasto        | Zawody                    | Konkurencja    | Wynik         |
| ---- | ------------- | ------------------------- | -------------- | ------------- |
| 1972 | Monachium     | Igrzyska olimpijskie      | pchnięcie kulą | 4. miejsce    |
| 1974 | Göteborg      | Halowe mistrzostwa Europy | pchnięcie kulą | 7. miejsce    |
| 1975 | Katowice      | Halowe mistrzostwa Europy | pchnięcie kulą | 4. miejsce    |
| 1976 | Monachium     | Halowe mistrzostwa Europy | pchnięcie kulą | srebrny medal |
| 1976 | Montreal      | Igrzyska olimpijskie      | pchnięcie kulą | 9. miejsce    |
| 1977 | San Sebastián | Halowe mistrzostwa Europy | pchnięcie kulą | 5. miejsce    |
| 1980 | Moskwa        | Igrzyska olimpijskie      | pchnięcie kulą | srebrny medal |

## Rekordy życiowe
- pchnięcie kulą (stadion) – 21,42 – Moskwa 24/07/1980
- pchnięcie kulą (hala) – 20,06 – Monachium 22/02/1976